# Liste der Monuments historiques in Chassagne-Saint-Denis
Die Liste der Monuments historiques in Chassagne-Saint-Denis führt die Monuments historiques in der französischen Gemeinde Chassagne-Saint-Denis auf.

## Liste der Immobilien
| Bezeichnung     | Beschreibung | Standort                  | Kennzeichnung | Schutzstatus   | Datum | Bild           |
| --------------- | --- | ------------------------- | ------------- | -------------- | ----- | -------------- |
| Château de Scey | Burg, erstmals 1083 erwähnt, im 12. Jahrhundert ausgebaut, 1480 zerstört, zwischen 1560 und 1576 erneuert, 1674 erneut zerstört; auch zu Cléron | nördlich des Ortes (Lage) | PA00101623    | Classé Inscrit | 1987  | weitere Bilder |

## Liste der Objekte
| Bezeichnung                           | Beschreibung                                     | Standort                      | Kennzeichnung | Schutzstatus | Datum | Bild |
| ------------------------------------- | ------------------------------------------------ | ----------------------------- | ------------- | ------------ | ----- | ---- |
| Gemälde Martyrium der heiligen Ursula | Ölfarbe auf Leinwand, vor 1653 von Claude Rately | in der Kirche St-Denis (Lage) | PM25000512    | Classé       | 1908  |      |